# Димов, Димитр (футболист)
Димитар Димов Пенчев (болг. Димитър Димов Пенчев; 13 декабря 1937, Пловдив — 25 мая 2008) — болгарский футболист, полузащитник и защитник.

## Карьера

### Клубная карьера
Дебютировал во взрослом футболе в 1955 году в составе клуба Спартак (Пловдив), за который отыграл двенадцать сезонов и принял участие в 255 матчах. Большую часть времени, проведённого в клубе, был основным игроком защиты. В 1963 году стал чемпионом Болгарии.
Завершил игровую карьеру в 1969 году в команде Добруджа, за которую играл с 1967 года.

### Карьера в сборной
В 1959 году дебютировал в матчах за национальную сборную Болгарии.
В составе сборной был участником чемпионата мира 1962 года в Чили.
Всего в составе национальной команды провёл 8 матчей.

### Смерть
Скончался 25 мая 2008 года в возрасте 70 лет.